# N896 (België)
De N896 is een gewestweg in de Belgische provincie Luxemburg. Deze weg vormt de verbinding tussen Hargimont en Harsin.
De totale lengte van de N896 bedraagt ongeveer 6 kilometer.

## Plaatsen langs de N896
- Hargimont
- Jemeppe
- Harsin